# Rainbow 7
„Rainbow 7“ е седмият студиен албум на японската група Morning Musume издаден на 15 февруари 2006 година от Zetima Records. Албумът достига 7-а позиция в японската класацията за албуми.

## Списък с песните
1. „How Do You Like Japan? (Nihon wa Donna Kanji Dekka?) (How Do You Like Japan？～日本はどんな感じでっか？～)
2. „The Manpower!!! (The マンパワー!!!?)
3. „Aozora ga Itsumademo Tsuzuku You na Mirai de Are! (青空がいつまでも続くような未来であれ!, The Future is Like an Eternally Continuing Blue Sky!)
4. „Osaka Koi no Uta
5. „Indigo Blue Love
6. „Rainbow Pink (レインボーピンク)
7. „Iroppoi Jirettai
8. „Mushoku Tōmei na Mama de (無色透明なままで, Always Colourless and Invisible)
9. „Purple Wind (パープルウインド)
10. „Sayonara See You Again Adios Bye Bye Ta Ta! (さよなら See You Again アディオス Bye Bye チャッチャ!)
11. „Chokkan 2 (Nogashita Sakana wa Ookiizo! (Mattaku Sono Toori Remix)) (直感2 〜逃した魚は大きいぞ!〜（全くその通リミックス）)
12. „Joshi Kashimashi Monogatari 3 (女子かしまし物語３)